# Секстонвілл (Вісконсин)
Секстонвілл (англ. Sextonville) — переписна місцевість (CDP) в США, в окрузі Ричленд штату Вісконсин. Населення — 476 осіб (2020).

## Географія
Секстонвілл розташований за координатами 43°16′47″ пн. ш. 90°17′32″ зх. д. / 43.27972° пн. ш. 90.29222° зх. д. (43.279763, -90.292315).  За даними Бюро перепису населення США в 2010 році переписна місцевість мала площу 2,27 км², уся площа — суходіл.

## Демографія
Згідно з переписом 2010 року, у переписній місцевості мешкала 551 особа в 207 домогосподарствах у складі 148 родин. Густота населення становила 243 особи/км².  Було 217 помешкань (96/км²).
Расовий склад населення:
| - 95,1 % — білих - 0,9 % — корінних американців - 0,7 % — азіатів - 0,2 % — чорних або афроамериканців - 1,3 % — осіб інших рас |

До двох чи більше рас належало 1,8 %. Частка іспаномовних становила 3,6 % від усіх жителів.
За віковим діапазоном населення розподілялося таким чином: 28,1 % — особи молодші 18 років, 60,1 % — особи у віці 18—64 років, 11,8 % — особи у віці 65 років та старші. Медіана віку мешканця становила 32,7 року. На 100 осіб жіночої статі у переписній місцевості припадало 99,6 чоловіків;  на 100 жінок у віці від 18 років та старших — 96,0 чоловіків також старших 18 років.
Середній дохід на одне домашнє господарство  становив 53 482 долари США (медіана — 48 750), а середній дохід на одну сім'ю — 61 363 долари (медіана — 72 250). Медіана доходів становила 46 771 долар для чоловіків та 40 417 доларів для жінок. За межею бідності перебувало 10,9 % осіб, у тому числі 14,9 % дітей у віці до 18 років та 0,0 % осіб у віці 65 років та старших.
Цивільне працевлаштоване населення становило 201 особа. Основні галузі зайнятості: виробництво — 39,3 %, роздрібна торгівля — 15,4 %, освіта, охорона здоров'я та соціальна допомога — 12,9 %.